# Sthenelanella uniformis
Sthenelanella uniformis är en ringmaskart som beskrevs av Moore 1910. Sthenelanella uniformis ingår i släktet Sthenelanella och familjen Sigalionidae.
Artens utbredningsområde är Mexikanska golfen. Inga underarter finns listade i Catalogue of Life.